# Long Island PrimeTime
I Long Island PrimeTime sono stati una franchigia di pallacanestro della USBL, con sede a Long Island, New York, attivi tra il 2006 e il 2007.
Si formarono nel 2006, terminando la regular season con un record di 16-14. Nei play-off persero nei quarti di finale 104-97 con i Nebraska Cranes. L'anno successivo, dopo aver posticipato la prima partita della stagione e cancellato la seconda, la USBL decise di estromettere la franchigia dal campionato. Tuttavia il 24 maggio, dopo il fallimento dei Delaware Stars, la lega decise di ripescare i PrimeTime per alcune partite in trasferta. In classifica venne conteggiato il record complessivo ottenuto da Delaware (0-10) e da Long Island (0-3).

## Stagioni
| Stagione | Lega | Denominazione         | V  | P  | %    | Piazzamento | Play-off         |
| -------- | ---- | --------------------- | -- | -- | ---- | ----------- | ---------------- |
| 2006     | USBL | Long Island PrimeTime | 16 | 14 | 53,3 | 3º          | Quarti di finale |
| 2007     | USBL | Long Island PrimeTime | 0  | 13 | 0,0  | 7º          | -                |